# Leidholmen
Leidholmen est une île norvégienne dans le comté de Hordaland. Elle appartient administrativement à Torangsvåg.

## Géographie
Rocheuse et couverte de végétations, elle s'étend sur environ 166 m de longueur pour une largeur approximative de 94 m. 